# SAI KZ I
Bei dem Sportflugzeug SAI KZ I handelt es sich um einen einsitzigen, einmotorigen Tiefdecker, wobei KZ die Initialen der beiden Konstrukteure, Kramme und Zeuthen, darstellen. Die Maschine wurde in Dänemark von der Firma Skandinavisk Aero Industri hergestellt. Der Erstflug fand am 24. Februar 1937 statt. Die Maschine war komplett aus Holz hergestellt und besaß ein verkleidetes, festes Fahrwerk mit Sporn. Es wurde nur eine Maschine dieses Typs hergestellt.
Eine Replik dieser Maschine befindet sich in der Dansk Veteranflysamling, Skjern, Dänemark.

## Technische Daten
| Kenngröße             | Daten                                                  |
| --------------------- | ------------------------------------------------------ |
| Besatzung             | 1                                                      |
| Länge                 |                                                        |
| Spannweite            | 7,20 m                                                 |
| Höhe                  |                                                        |
| Flügelfläche          | 8,40 m²                                                |
| Flügelstreckung       | 6,2                                                    |
| Leermasse             | 192 kg                                                 |
| max. Startmasse       | 325 kg                                                 |
| Reisegeschwindigkeit  | 160 km/h                                               |
| Höchstgeschwindigkeit | 180 km/h                                               |
| Landegeschwindigkeit  | 60 km/h                                                |
| Dienstgipfelhöhe      | 5000 m                                                 |
| Reichweite            |                                                        |
| Triebwerke            | 1 × ABC Scorpion, 2-Zylinder-Boxermotor, 38 PS (28 kW) |